# Auseklis

Auseklis, als Glückssymbol oder zur Abwehr des Bösen

Auseklis (lett. Morgenstern) stellt in der lettischen Mythologie den personifizierten Morgenstern dar. Auseklis ist ferner das Pseudonym des lettischen Schriftstellers Miķelis Krogzemis (1850–1879).
In lettischen Volksliedern und Gedichten, insbesondere in den Dainas, wird Auseklis auch als „Nesthäkchen“ bezeichnet, womit er als der Jüngste in der Götterfamilie betrachtet werden kann. Während die anderen Götter ihrer Arbeit nachgehen, kommt er zum Spielen und vergnügt sich mit seiner Braut Saules meita, der Tochter der Sonne. Er trägt goldene Kleidung und besitzt ein Pferd, das ihm die Sonnengöttin Saule geschenkt hat, als deren Bote er gelegentlich auftritt. In der Badestube wirft er bei himmlischen Hochzeiten zusammen mit den Dieva dēli, den Söhnen des Himmelsgottes Dievs, das Wasser auf. Auseklis ist dem Mondgott Mēness unterstellt.
In litauischen Sagen wird ein Bruder der Göttin der Dämmerung und der Morgenröte Aušrinė erwähnt. Dieser entspricht möglicherweise dem Auseklis.
Synonyme für Auseklis sind Lielais Auseklis (Großer Auseklis), Zelta Zvaigzne (Goldener Stern) und Babina.